# Peder Palladius

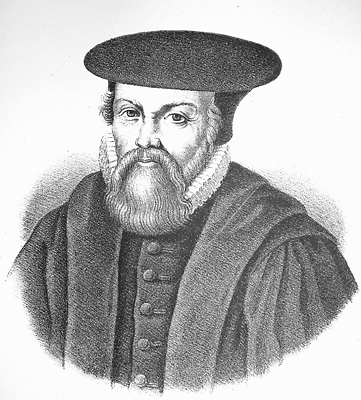
Peder Palladius

Peder Palladius (auch Peder Plade, Petrus Palladius, Cimber, * 1503 in Ribe; † 3. Januar 1560 in Kopenhagen) war ein lutherischer Theologe und Reformator Dänemarks.

## Leben
Palladius wirkte zuerst als Rektor der Lateinschule in Odense. Im Jahre 1531 ging er zum Studium der Theologie nach Wittenberg und studierte bei Martin Luther und Philipp Melanchthon. 1533 erwarb er den Magistergrad und wurde 1537 zum Doktor der Theologie promoviert. Anschließend kehrte er nach Dänemark zurück, wo er auf Befehl von König von Christian III. durch Johannes Bugenhagen zum ersten Bischof von Seeland (Sjælland) und damit zum Primas der Dänischen Kirche ordiniert wurde. An der von Bugenhagen reorganisierten Universität Kopenhagen lehrte Palladius gleichzeitig als Professor der Theologie und amtierte zweimal als Rektor. Als Bischof wirkte er vor allem durch Visitationen und den Aufbau eines evangelischen Schulwesens. Durch seine Übersetzungen von Werken Luthers und anderer Wittenberger ins Dänische sowie seine Beteiligung an der ersten vollständigen Bibelübersetzung wurde er für die ganze lutherische Kirche Dänemarks bedeutsam.

## Schriften (Auswahl)
- Danske skrifter. Hrsg. v. Lis Jacobsen. 5 Bände. Thiele, Kopenhagen 1912–1926.
- Hidtil utrykte latinske skrifter. Hrsg. v. Martin Schwarz Lausten. Gad, Kopenhagen 1968.
- En visitatsbog. Neu hrsg. v. Martin Schwarz Lausten. Anis, Kopenhagen 2003.